# Adolfo Schwelm Cruz
Adolfo Schewelm Cruz va ser un pilot de curses automobilístiques argentí que va arribar a disputar curses de Fórmula 1.
Schewelm Cruz va néixer el 28 de juny del 1923 a Buenos Aires, Argentina.

## A la F1
Va debutar a la primera cursa de la quarta temporada de la història del campionat del món de la Fórmula 1, la corresponent a l'any 1953, disputant el 18 de gener el GP de l'Argentina al Circuit Oscar Alfredo Galvez.
Schewelm Cruz va participar en aquesta única cursa puntuable pel campionat de la F1, no aconseguint acabar-la i no assolí cap punt pel campionat.

## Resultats a la Fórmula 1
| 1953 | Cooper Car Company | Cooper | Bristol | ARG Ret | 500 \| HOL \| BEL \| FRA \| GBR \| ALE \| SUI \| ITA ! - | 0 |

### Resum
| Curses: | Victòries: | Pòdiums: | Poles: | Voltes ràpides: | Punts: |
| ------- | ---------- | -------- | ------ | --------------- | ------ |
| 1       | 0          | 0        | 0      | 0               | 0      |